# Диваков, Андрей (футбольный судья)
Андрей Диваков (род. 23 декабря 1977) — белорусский футбольный арбитр.
Занимался судейством профессиональных соревнований с конца 2000-х годов. В 2013 году ему была присвоена национальная категория, с того же года арбитр стал обслуживать матчи высшей лиги Белоруссии в качестве главного судьи. Первой игрой стал матч «Нафтан»-«Минск» 18 мая 2013 года. Всего в 2013—2016 годах судья отработал на 26 матчах высшей лиги.
В 2016 году оказался замешан в деле бывшего директора департамента судейства Белорусской федерации футбола Андрея Жукова, которого уличили в том, что он брал взятки за назначения арбитров на матчи. В итоге в 2017 году Диваков вместе с Жуковым и группой арбитров были дисквалифицированы пожизненно.